# SS Manhem
SS Manhem, pełna nazwa Schacksällskapet Manhem – szwedzki klub szachowy z siedzibą w Göteborgu.

## Historia
Klub został założony w 1906 roku. W latach 70. klub występował w Division II i Division I. W 1975 roku klub awansował do finałowej fazy rozgrywek o mistrzostwo Szwecji. W sezonie 1983/1984 SS Manhem zajął czwarte miejsce w grupie finałowej. W 1986 roku zespół zajął trzecie miejsce w fazie finałowej, a rok później zdobył wicemistrzostwo kraju, ulegając jedynie Wasa SK.
Po reformie ligi i utworzeniu Elitserien w 1987 roku, SS Manhem występował w tej klasie rozgrywek. W inauguracyjnym sezonie Elitserien zespół zajął trzecie miejsce w lidze, za Wasa SK i SK Rockaden Stockholm. W następnym sezonie klub spadł z Elitserien, a powrócił do tej ligi w 1990 roku. W 1991 roku uzyskano czwarte miejsce w lidze. W sezonie 1992/1993 klub zdobył wicemistrzostwo Szwecji, kończąc zmagania jedynie za SK Rockaden. Skład drużyny stanowili wówczas m.in. Lars-Åke Schneider, Rikard Winsnes, Magnus Carlhammar, Karl Johan Moberg i Ove Kinnmark. W kolejnym sezonie uzyskano czwarte miejsce. Sezon 1994/1995 ponownie zakończył się dla SS Manhem wicemistrzostwem kraju. W 1995 roku klub jedyny raz w historii wystąpił w Pucharze Europy. Zespół zajął wówczas ostatnie miejsce w fazie grupowej (gr. 7), przegrywając mecze z Paide MK i SK Rockaden. W sezonie 1997/1998 SS Manhem był trzeci w Elitserien. W 2000 roku klub spadł z ligi. W następnym sezonie uzyskano awans do Elitserien. W 2004 roku klub ponownie spadł z Elitserien, a rok później powrócił na najwyższy poziom rozgrywkowy. W sezonie 2010/2011 SS Manhem uzyskał czwartą pozycję w lidze. W 2013 roku klub spadł do Superettan. Od sezonu 2015/2016 ponownie występował w Elitserien. W 2017 roku zespół spadł z pierwszej ligi. W 2019 roku nastąpił spadek na trzeci poziom rozgrywkowy. W 2024 roku zespół awansował do Superettan.